# Hartwig Schneider
Hartwig N. Schneider (* 1957 in Stuttgart) ist ein deutscher Architekt und Universitätsprofessor.

## Werdegang
Hartwig Schneider studierte bis 1984 Architektur an der Universität Stuttgart und am IIT Chicago und arbeitete anschließend bei Peter C. von Seidlein in München und bei Norman Foster in London. 1990 gründete er ein eigenes Architekturbüro in Stuttgart. Schneider lehrt seit 1999 an der RWTH Aachen. Zusammen mit Uwe Schröder hat er die Aachener Tagung Identität der Architektur gegründet.

## Bauwerke

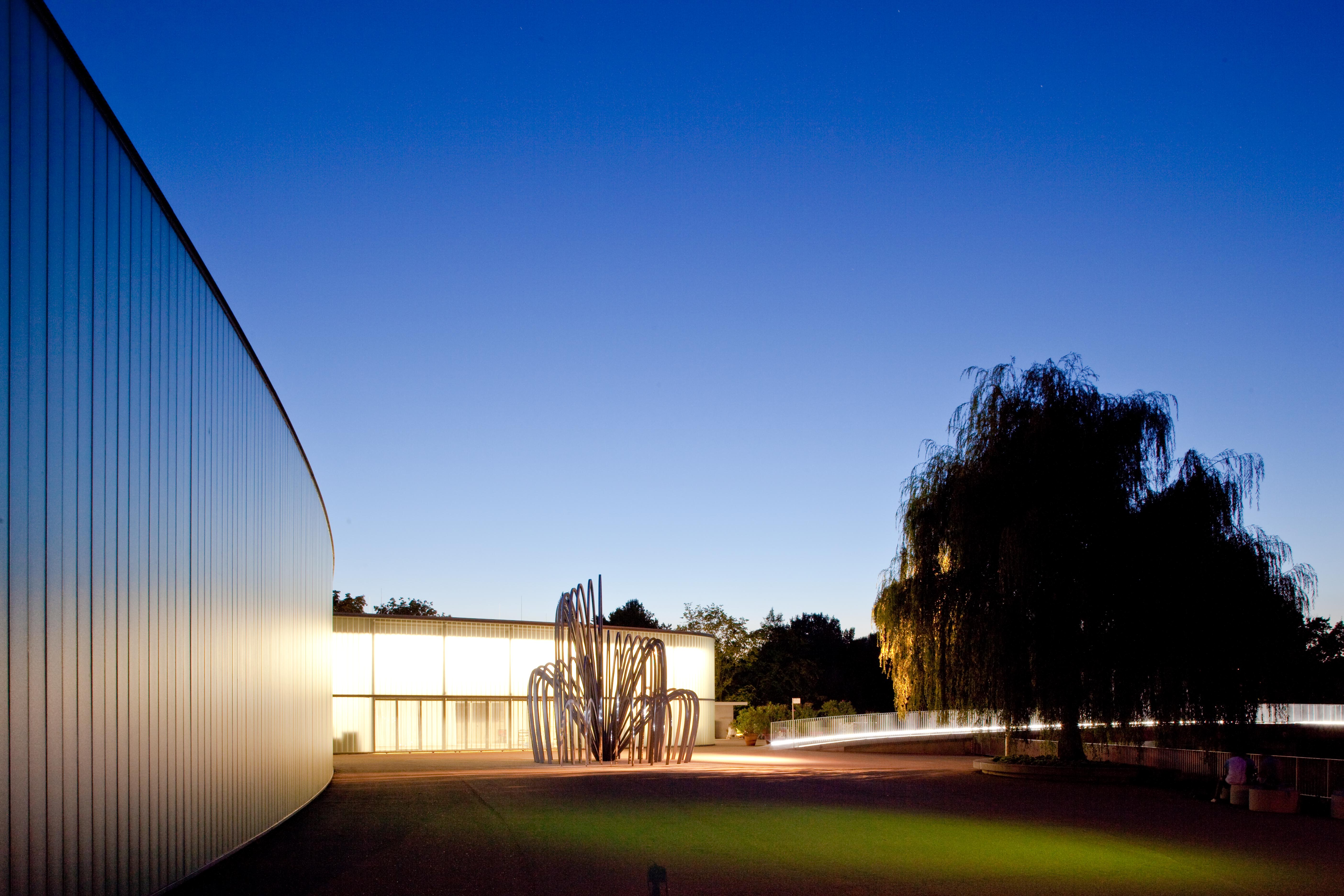
Galerie Stihl Waiblingen

- 2011–17: Haus der Studierenden, Stuttgart
- 2013–16: Eva Mayr-Stihl Stiftung, Waiblingen
- 2013–16: Erweiterung Finanzamt, Biberach an der Riß
- 2012–15: Kreativwirtschaftszentrum, Mannheim[1][2]
- 2010–12: Forschungszentrum Informatik, Stuttgart[3]
- 2009–10: Forschungszentrum Simulationstechnologie, Stuttgart
- 2008–10: Neue Hackermühle, Waiblingen
- 2005–08: Galerie Stihl Waiblingen
- 2005–08: Kunstschule Unteres Remstal, Waiblingen
- 2002–03: Haus Lude Hopf, Kornwestheim
- 2000–01: Dachaufbau Stuttgart
- 1994–97: Wohnbebauung Jägerhofallee, Ludwigsburg
- 1993–95: Kindergarten Lange Weiden, Winnenden

## Auszeichnungen und Preise
- 2018: Hugo Häring Landespreis für Kreativwirtschaftszentrum Mannheim
- 2018: Lobende Erwähnung – Architekturpreis Farbe Struktur Oberfläche für Kreativwirtschaftszentrum, Mannheim
- 2017: Architekturpreis Beton für Kreativwirtschaftszentrum, Mannheim[4]
- 2016: Staatspreis Baukultur Baden-Württemberg für Kreativwirtschaftszentrum, Mannheim
- 2014: Lobende Erwähnung – fib Awards for Outstanding Concrete Structures
- 2013: Auszeichnung – DAM Preis für Forschungszentrum Simulationstechnologie und Forschungszentrum Informatik[5]
- 2012: Hugo Häring Landespreis für Galerie Stihl Waiblingen und Kunstschule Unteres Remstal, Waiblingen[6]
- 2011: Auszeichnung Beispielhaftes Bauen für Galerie Stihl Waiblingen und Kunstschule Unteres Remstal, Waiblingen
- 2011: Deutscher Verzinkerpreis für Galerie Stihl Waiblingen und Kunstschule Unteres Remstal, Waiblingen
- 2009: Nominierung – Mies van der Rohe Award für Galerie Stihl Waiblingen und Kunstschule Unteres Remstal, Waiblingen[7]
- 2009: Auszeichnung – DAM Preis für Galerie Stihl Waiblingen und Kunstschule Unteres Remstal, Waiblingen
- 2006: Hugo Häring Landespreis für Haus Lude Hopf, Kornwestheim[8]
- 2006: Auszeichnung Beispielhaftes Bauen für Haus Lude Hopf, Kornwestheim
- 2006: Holzbaupreis Baden-Württemberg für Haus Lude Hopf, Kornwestheim
- 2005: Deutscher Verzinkerpreis für Dachaufbau Stuttgart[9]
- 2005: 3. Preis – Deutscher Holzbaupreis für Haus Lude Hopf, Kornwestheim[10]
- 2005: Anerkennung – Häuser Award für Haus Lude Hopf, Kornwestheim
- 1998: Auszeichnung Beispielhaftes Bauen für Wohnbebauung Jägerhofallee
- 1998: Unipor-Preis für Wohnbebauung Jägerhofallee, Ludwigsburg
- 1998: Deutscher Bauherrenpreis für Wohnbebauung Jägerhofallee, Ludwigsburg[11]
- 1997: Hugo Häring Landespreis für Kindergarten Lange Weiden, Winnenden
- 1997: Holzbaupreis Baden-Württemberg Kindergarten Lange Weiden, Winnenden
- 1994: Auszeichnung Beispielhaftes Bauen für Kindergarten Lange Weiden, Winnenden